# Mongoolse wilde ezel
De Mongoolse wilde ezel (Equus hemionus hemionus, Mongools: Хулан) is een ondersoort van de Onager.

## Verspreiding en leefgebied
Deze ezelsoort komt voor in Mongolië en Noord-China, en werd vroeger ook gevonden in Kazachstan totdat het dier daar uitstierf door het jagen. De populatie is nog steeds aan het aftakelen. Oorzaken hiervan zijn stropen en doordat vee van boeren veel gras en planten opeet. Sinds 1953 is de Mongoolse wilde ezel volledig beschermd in Mongolië.

## Populatie
Het verspreidingsgebied van de Mongoolse wilde ezel werd drastisch verminderd in de jaren 90. Tijdens een onderzoek dat plaatsvond van 1994 tot 1997 werd vastgesteld dat de populatie bestond uit 33.000 tot 63.000 dieren. In 2003 is er opnieuw onderzoek gedaan en werd er vastgesteld dat er nog 20.000 dieren met een verspreidingsgebied van 177.563 km² in Zuid-Mongolië leven. In de afgelopen jaren is deze soort 50% van zijn populatie verloren.
Abessijnse ezel ·
Albanese ezel ·
Algerijn ·
Amerikaanse mini-ezel ·
Amiata ·
Anatolische ezel ·
Andalusische ezel ·
Ane Gascogne ·
Arcadische ezel ·
Argentato di Sologno ·
Asinara ·
Asino Sardo ·
Asno Balear ·
Asno de las Encartaciones ·
Balkan ezel ·
Barockesel ·
Bourbonnais ·
Bulgaarse ezel ·
Burro ·
Castel Morrone ·
Catalaanse ezel ·
Corsicaanse ezel ·
Cotentin ·
Cyprus ezel ·
Dwergezel ·
Ellinikon ·
Fariñeiro ·
Graciosa ·
Grand Noir du Berry ·
Grigio Siciliano ·
Herzegovijnse ezel ·
Huisezel ·
Ierse ezel ·
Indische wilde ezel ·
Istarski Magarac ·
Karakacan ·
Kiang ·
L'Âne de L'Ile de Ré ·
Majorera ezel ·
Mallorcaanse ezel ·
Maltese ezel ·
Mammoth Jackstock ·
Martina Franca ·
Merzifon ·
Mirandese ezel ·
Mongoolse wilde ezel ·
Muildier/muilezel ·
Mula ·
Normandische ezel ·
Nubische wilde ezel ·
Onager ·
Pantelleria ·
Parlagi Szamár ·
Pantesco ·
Pega ·
Poitou-ezel ·
Ponui ·
Primorsko Dinarski Magarac ·
Provençaalse ezel ·
Pyrenese ezel ·
Ragusa ·
Romagnolo ·
Sardijnse ezel ·
Sjeverno-Jadranski Magarac ·
Somalische wilde ezel ·
Spotted donkey ·
Standard donkey ·
Thüringer Waldesel ·
Verbeterde Hongaarse ezel ·
Viterbese ·
Waalse ezel ·
Wilde ezel ·
Zamorano-Leonés ·
Zweedse ezel